# Platycypha auripes
Platycypha auripes là một loài chuồn chuồn kim thuộc họ Chlorocyphidae. Chúng được tìm thấy ở Tanzania và có lẽ ở Cộng hòa dân chủ Congo. Đây là loài đặc hữu Công. Môi trường sinh sống tự nhiên của chúng là các sông và montane nhiệt đới hoặc cận nhiệt đới. Chúng bị đe dọa bởi mất môi trường sống.